# Elizabeth Township (Illinois)
Die Elizabeth Township ist eine von 23 Townships im Jo Daviess County im äußersten Nordwesten des US-amerikanischen Bundesstaates Illinois.

## Geografie
Die Elizabeth Township liegt im Nordwesten von Illinois. Die Grenze zu Iowa, die vom Mississippi gebildet wird, befindet sich weniger als 5 km westlich des Südwestzipfels der Elizabeth Township. Die Grenze zu Wisconsin liegt rund 25 nördlich.
Die vom Apple River durchflossene Elizabeth Township liegt auf 42°20′02″ nördlicher Breite und 90°16′29″ westlicher Länge und erstreckt sich über 95,44 km², die sich auf 95,42 km² Land- und 0,02 km² Wasserfläche verteilen.
Die Elizabeth Township grenzt innerhalb des Jo Daviess County im Norden an die Guilford Township, im Nordosten an die Thompson Township, im Osten an die Woodbine Township im Südosten an die Derinda Township, im Süden an die Hanover Township, im Westen an die Rice Township und im Nordwesten an die East Galena Township.

## Verkehr
In der Elizabeth Township treffen die den Illinois Abschnitt der Great River Road bildende Illinois State Route 84 und der U.S. Highway 20 zusammen.

Die nächstgelegenen Flugplätze sind der rund 50 km westlich in Iowa gelegene Dubuque Regional Airport und der ebenfalls rund 50 km nördlich in Wisconsin gelegene Platteville Municipal Airport.

## Bevölkerung
Bei der Volkszählung im Jahr 2010 hatte die Township 1111 Einwohner.
Neben einzelnen Häusern auf gemeindefreiem Grund ist die einzige selbstständige Gemeinde Elizabeth mit dem Status "Village".